# Gytha de Wessex
Pour les articles homonymes, voir Gytha.
Gytha de Wessex est une princesse anglaise morte le 7 mai 1106 ou 1107. Fille du roi Harold Godwinson, elle quitte l'Angleterre après la conquête normande et épouse le prince riourikide Vladimir II Monomaque.

## Biographie
Gytha est la fille du roi Harold Godwinson et de sa concubine Édith au Col de cygne. Elle porte le même nom que sa grand-mère paternelle Gytha Thorkelsdóttir. On ne sait rien de sa vie avant la conquête normande de l'Angleterre, en 1066.
D'après Saxo Grammaticus, Gytha et deux de ses frères se réfugient à la cour de leur oncle Sven Estridsen après la mort de leur père à la bataille d'Hastings. Les deux frères sont traités avec hospitalité et leur sœur est mariée au grand-prince de Kiev Vladimir II Monomaque, probablement vers 1074.
Elle favorise le culte de Pantaléon de Nicomédie et effectue des dons au monastère bénédictin qui lui est dédié à Cologne (l'actuelle église Saint-Pantaléon de Cologne).
Les différentes versions de la Chronique des temps passés ne s'accordent pas sur l'année de la mort de Gytha. La Chronique d'Ipatiev la situe le 7 mai 1106, tandis que la Chronique laurentienne (en) la place un an plus tard, le 7 mai 1107.

## Descendance
Gytha a au moins cinq fils avec Vladimir II Monomaque :
- Mstislav Ier (1er juin 1076 – 14 avril 1132), grand-prince de Kiev ;
- Iziaslav (ru) (vers 1077 – 6 septembre 1096), prince de Koursk ;
- Sviatoslav (ru) (vers 1080 – 16 mars 1114), prince de Smolensk et de Pereiaslav ;
- Iaropolk II (1082 – 18 février 1139), grand-prince de Kiev ;
- Viatcheslav Ier (1083 – 2 février 1154), grand-prince de Kiev.

Il est possible qu'elle soit également la mère de deux fils supplémentaires :
- Roman (mort le 6 janvier 1119), prince de Volhynie ;
- Iouri Dolgorouki (vers 1099 – 15 mai 1157), grand-prince de Kiev (peut-être issu d'une concubine).